# Aucha
Aucha es un género  de lepidópteros perteneciente a la familia Noctuidae. Es originario de Asia.

## Especies
- Aucha aetha Prout 1925
- Aucha albimedia Warren 1911
- Aucha albimixta Warren 1913
- Aucha dizyx Draudt 1950
- Aucha dohertyi Warren 1913
- Aucha flava Warnecke
- Aucha flavomaculata Oberthür 1879
- Aucha latipennis Walker 1865
- Aucha lucens Warren 1913
- Aucha luteotincta Strand 1921
- Aucha maculata Warren 1913
- Aucha melaleuca Berio 1940
- Aucha minor Hampson 1908
- Aucha nectens Walker 1858
- Aucha pronans Draudt 1950
- Aucha tenebricosa Saalmüller 1891
- Aucha tienmushani Draudt 1950
- Aucha triphaenoides Walker 1865
- Aucha variegata|Oberthür 1879
- Aucha velans Walker 1857[1][2]
- Aucha vesta Swinhoe 1901
- Aucha villiana Swinhoe 1893